# Octavio José Calderón y Padilla
Octavio José Calderón y Padilla (* 17. August 1904 in Somoto Grande; † 2. März 1972) war ein nicaraguanischer römisch-katholischer Geistlicher und Bischof von Matagalpa.

## Leben
Octavio José Calderón y Padilla empfing am 20. Februar 1927 das Sakrament der Priesterweihe für das Bistum León en Nicaragua.
Am 13. Juni 1946 ernannte ihn Papst Pius XII. zum Bischof von Matagalpa. Der Koadjutorerzbischof von Managua, Vicente Alejandro González y Robleto, spendete ihm am 19. März desselben Jahres die Bischofsweihe; Mitkonsekratoren waren der Weihbischof in Granada, Carlos de la Trinidad Borge y Castrillo, und der Bischof von León en Nicaragua, Isidro Augusto Oviedo y Reyes. Calderón y Padilla nahm an der ersten Sitzungsperiode des Zweiten Vatikanischen Konzils teil.
Papst Paul VI. nahm am 22. Juni 1970 das von Octavio José Calderón y Padilla vorgebrachte Rücktrittsgesuch an und ernannte ihn zum Titularbischof von Cluentum.